# Huawei MateBook X Pro
Das Huawei Matebook X Pro ist ein von Huawei entwickeltes und hergestelltes Notebook. Es ist Teil der Matebook-Serie des Unternehmens.

## Freigabe
Das Huawei Matebook X Pro-Notebook wurde erstmals auf der MWC 2018 vorgestellt.

## Features

### Software
Das Huawei Matebook X Pro wird mit Windows 10 Home, dem Betriebssystem für PCs von Microsoft, ausgeliefert. Die vorinstallierte „Signature Edition“ enthält wenig mitgelieferte Software, nur ein PC Manager für Treiber und Synchronisierung mit Huawei-Smartphones wurde vorinstalliert.

### Hardware
Das Huawei Matebook X Pro ist das erste Notebook in der Produktpalette von Huawei, das das FullView-Design des Unternehmens enthält, wodurch das Laptop ein Screen-To-Body-Ratio von 91 % hat. Bei dem Display handelt es sich um einen 13,9-Zoll-LTPS-Touchscreen mit einem Seitenverhältnis von 3:2. Die Auflösung beträgt 3000 × 2000 bei 260 PPI bei einem beanspruchten Betrachtungswinkel von 178 Grad und einer maximalen Helligkeit von 450 Nits. Die Webcam ist zwischen der F6- und F7-Taste in einer Klappe versteckt.
In Deutschland gibt es das Notebook in drei Konfigurationen. Das Basismodell W19C verwendet einen Intel-Core-i5-8250U-Prozessor der 8. Generation mit 8 GB RAM, 256 GB SSD-Speicher, Intel UHD Graphics 620 und dazu eine NVIDIA GeForce MX150 mit 2048 MB GDDR5-VRAM, während das High-End-Modell W29C mit einem Intel-Core-i7-Prozessor der 8. Generation (Intel Core i7-8550U) mit 16 GB RAM, 512 GB SSD-Speicher und auch einer NVIDIA GeForce MX150 ausgeliefert wird. Das W29A ist ähnlich ausgestattet wie das W29C, hat aber „nur“ 8 GB RAM.
| Modell | CPU                             | GPU und VRAM                                          | RAM              |
| ------ | ------------------------------- | ----------------------------------------------------- | ---------------- |
| W19C   | Intel Core i5-8250U (8th. Gen.) | Intel UHD Graphics 620 NVIDIA GeForce MX150 (2048 MB) | 8092 MB (8 GB)   |
| W29A   | Intel Core i7-8550U (8th. Gen.) | Intel UHD Graphics 620 NVIDIA GeForce MX150 (2048 MB) | 8092 MB (8 GB)   |
| W29C   | Intel Core i7-8550U (8th. Gen.) | Intel UHD Graphics 620 NVIDIA GeForce MX150 (2048 MB) | 16384 MB (16 GB) |

## Rezensionen
Das Huawei Matebook X Pro erhielt positive Bewertungen.
Dan Seifert von The Verge lobte das Display, die Leistung und das Design des Laptops und sagte: „Das neue MateBook X Pro von Huawei ist im Moment das beste Notebook“. Er vergleicht auch die Tastatur des Matebook X Pro mit dem MacBook Pro von Apple und sagt: „Die Tastatur hat einen geringen Hub (1,22 mm), aber es ist nicht so tief oder ärgerlich wie die Tastatur eines MacBook Pro.“